# Cormons
Cormons (tiếng Slovene: Krmin) là một đô thị ở tỉnh Gorizia thuộc vùng Friuli-Venezia Giulia, nằm ở vị trí cách khoảng 45 km về phía tây bắc của Trieste và khoảng 12 km về phía tây của Gorizia, on the border with Slovenia. Tại thời điểm ngày 31 tháng 12 năm 2004, đô thị này có dân số 7.639 người và diện tích là 34,6 km².
Đô thị Cormons có các frazioni (đơn vị cấp dưới, chủ yếu là thôn làng) Angoris, Borgnano, Brazzano, Giassico, San Rocco di Brazzano, Novali, Castelletto, Plessiva, Povia, Fornaci, Roncada, và Monticello di Cormons.
Cormons giáp các đô thị sau: Brda (Slovenia), Capriva del Friuli, Chiopris-Viscone, Corno di Rosazzo, Dolegna del Collio, Mariano del Friuli, Medea, Moraro, San Floriano del Collio, San Giovanni al Natisone.